# Замок Метоні
Замок Метоні (інша назва Модон; грец. Κάστρο της Μεθώνης, італ. La fortezza di Modone) — середньовічне укріплення у портовому місті Метоні, Мессенія, на південному заході Греції. Замок Метоні займає всю площу мису та південно-західного узбережжя півострова Пелопонес аж до невеликого острівця, який також був укріплений восьмигранною вежею та захищений Іонічним морем з трьох боків.

## Історія
Замок був побудований венеційцями на руїнах візантійської фортеці у XIII столітті. Візантійська фортеця ж була зведена на місці античного акрополя, побудованого в VII столітті до нашої ери. Міські стіни, які стали основою для укріплень замку, побудовані за часів правління римського імператора Траяна. Венеційці прийшли в місто в 1124 році, і з цього часу починається відома історія замку. У 1205 році Метоні був захоплений франками-хрестоносцями та перейшов в управління Жоффрея I де Віллардуена. У 1206 році венеційський флот відвоював місто, яке згідно договору (1209 р.) між Венеційською республікою і Ахейським князівством залишилось за венеційцями (договір Сапіенца). Стару фортецю, частково відремонтовану хрестоносцями венеційці знищили перебудувавши її в цитадель, укріплену і з суші і з моря. Замок, який венеційці називали Модон побудований на мисі, а не вглибині півострова на височині дозволяв контролювати водні шляхи в цій частині моря. В цей період місто стало опорним пунктом для боротьби з корсарами та ремонтною базою флоту. Турки кілька раз пробували захопити замки Метоні та Короні, які вважалися «очима Венеції» в цій частині Середземномор'я, у 1337 році, після чого Венеційська республіка погодилася платити їм данину.

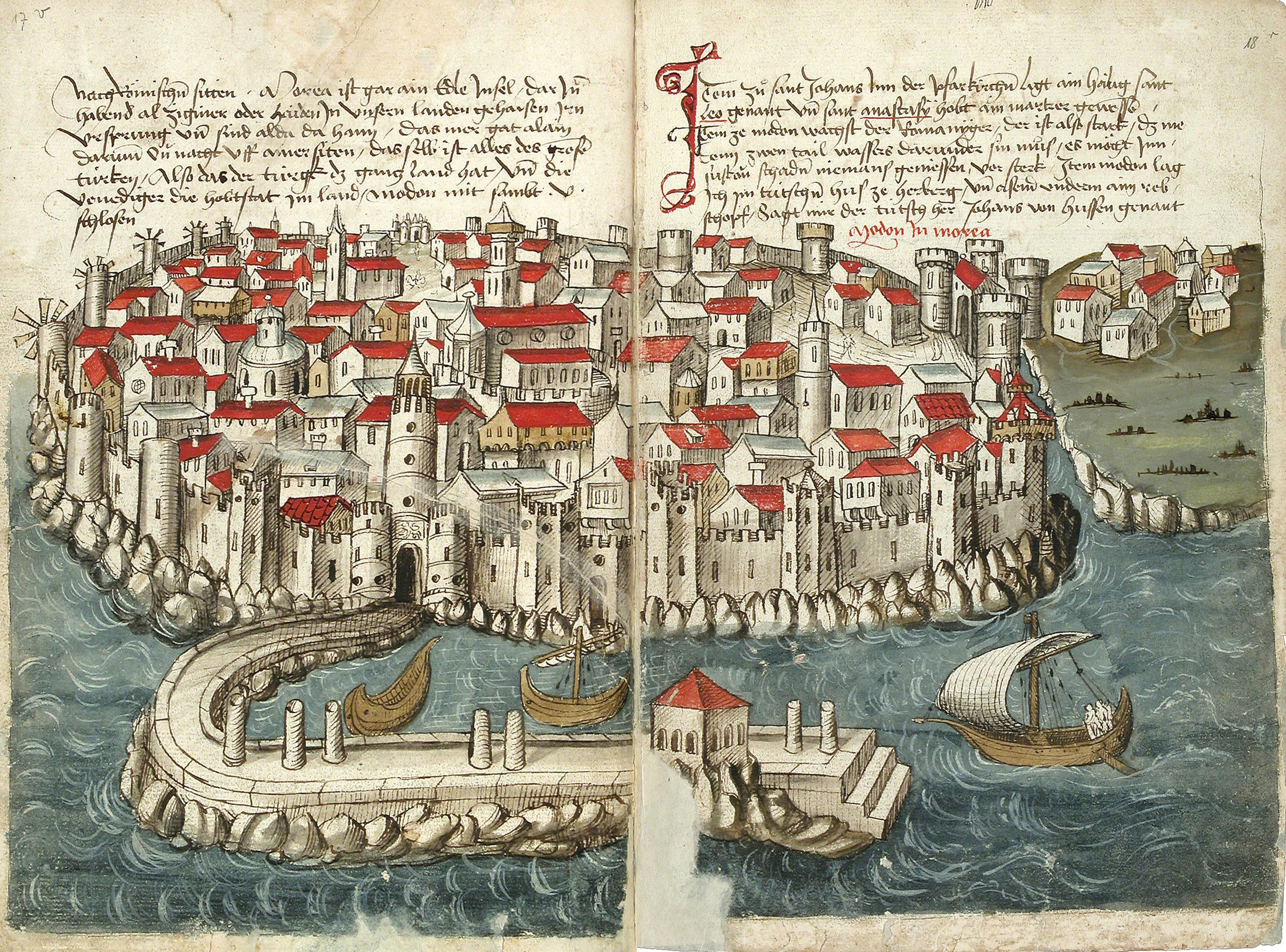
Фортеця Метоні в 1486 році. Ілюстраціяз опису подорожі в Єрусалим
Конрада Грюненберга

Ворожість до венеційських торгових караванів з західного Середземномор'я до Чорного моря в 40-і роки XIV століття проявляла і візантійська Монемвасія, в регіоні лютували пірати, а в 1350 році почалася Третя венеційсько-генуезька війна. У роки війни (1350—1355) торговим судам було заборонено йти далі Метоні до прибуття туди військового флоту Венеції на чолі з Генеральним капітаном моря. Тільки він мав право утворювати торговий караван і конвоювати його до Константинополя.
Каштеляном в замок призначались аристократи або впливові купці. Каштеляни замків Метоні та Короні окрім управління ним також спільно з міською радою займалися плануванням та формуванням конвоїв торгівельних судів, які в складі ескадри захищались від нападу піратів в середині XIV століття. Після розвитку у XV артилерії замок позбувся високих башт, які замінили масивні приземисті бастіони з амбразурами з розташованими за ними майданчикам для розміщення оборонних гармат. А в кінці століття замок був оточений штучним оборонним ровом, з дерев'яним мостом над ним.
Влітку 1500 року, під час третьої Османсько-венеційської війни (1499—1503), в результаті виграної османським флотом морської битви при Модоні, у 1500 році замок був захоплений Османською імперією. Укріплення замку османами особливо не добудовувались, проте вони добудували укріплення на острові Бурдзі, які розпочали будувати ще венеційці. У 1685 році Франческо Морозіні відвоював місто і замок, проте у 1715 році османи знов оволоділи замком та управляли ним до серпня 1821 року, коли під час Грецької революції він був обложений повстанцями на чолі з Грігоріосом Папатеодору. У 1825 році Ібрагім-паша захопив замок. Так замок став резиденцією Паші Західної Мессенії. У 1829 році замок відвоювали французи під керівництвом маршала Ніколя Мезона. Зруйноване війнами місто було відбудоване за межами замкових мурів. В 1833 замок разом з містом увійшов в склад Грецького королівства.

## Опис
Площа замку складає 93 000 кв. м. У замку ще є шість воріт, три з яких зі сторони порту. Більшість воріт розташовані на перших поверхах веж. Стіни замку побудовані з грубо різьблених каменів, валами по периметру. Стіни періодично укріплені вежами, більшість з яких досить низькі. Залежно від потреб і розвитку фортифікаційної архітектури, щоб відповідати новим вимогам бою, стіни зміцнювалися або перебудовувалися.

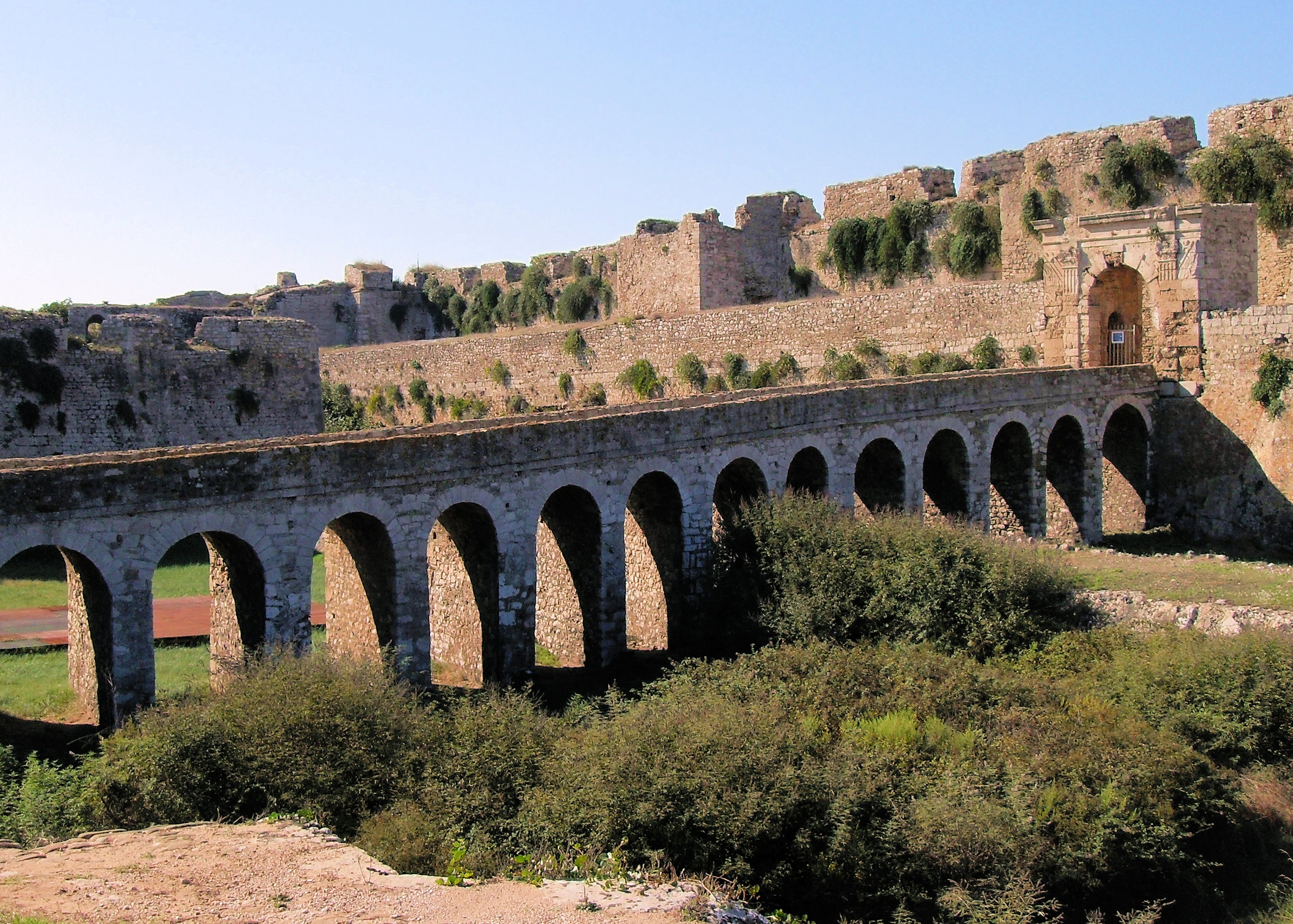
Міст

До входу в замок веде кам'яний міст із 14 арок (4 метри заввишки, 45 завдовжки, 3 метри завширшки), який був побудований над ровом будівельниками генерала Мезона під час Третьої Архіпелагської експедиції. До цього тут був мобільний дерев'яний міст. Вхідні ворота закінчуються аркою, обрамленою праворуч і ліворуч пілястрами з коринфськими капітелями. Це вважається роботою венеційців в період після 1700 р. Праворуч і ліворуч від входу розташовані дві великі стіни з бійницями. Одна побудована генералом Антоніо Лореданом під час другого періоду венеційської окупації.
Відразу після центральних воріт в північній частині замку, яка захищала від нападів з суші, розташована куполоподібна дорога, яка веде через другу браму, а потім і третю браму у внутрішній простір замку, де була його жила частина, відділена від північної частини вертикальною низькою стіною (висотою приблизно 6 метрів), укріпленою п'ятьма вежами (чотирма квадратними та однією восьмикутною) та яка датується періодом після 1500 р., коли турки намагалися посилити чисельність гарнізону та укріплення замку. В південній частині замку збереглись руїни будинків, де жили венеційці, мощена бруківкою вулиця, що вела до морських воріт, руїни турецької лазні, візантійська церква Святої Софії, частини доричних стовпів.

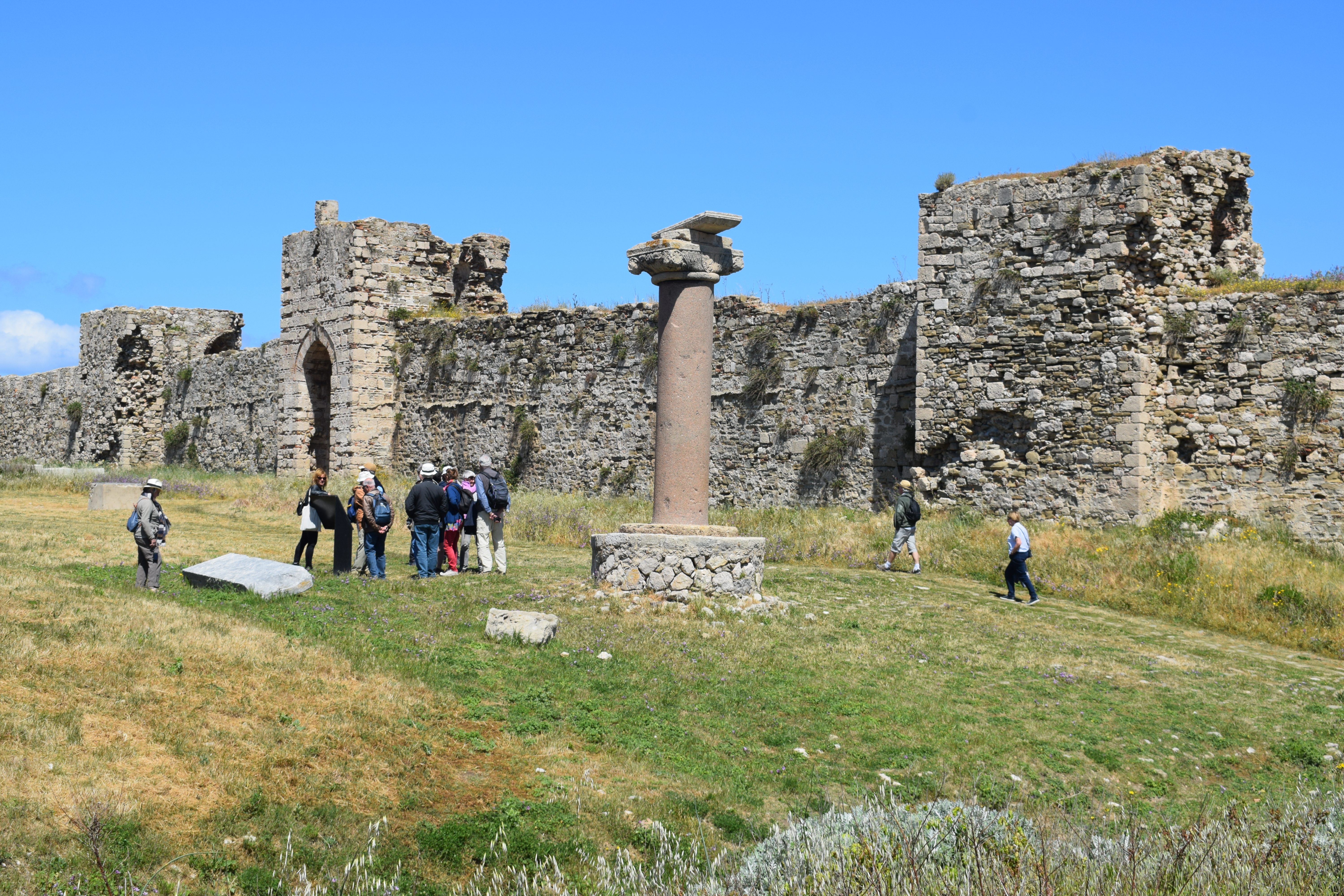
Гранітний совп на фоні стін і башт замку

В замку є монолітний стовп з червоного граніту вперше встановлений у 1483 р. і відновлений Морозіні у 1686 р., з капітелями візантійського стилю, на вершині якого вважається був символ Венеції — крилатий лев Святого Марка, або бюст Морозіні тому його називають «стелою Морозіні». На стовпі був напис, який не зберігся до наших днів. Походження граніту та стовпа невідоме оскільки в Метоні чи околицях не було знайдено давні споруди збудовані з подібного граніту.
Ліворуч від входу — руїни будівлі, яку спочатку Імбрахем використовував як резиденцію в 1826 році, а пізніше — генерал Ніколя Мезон. Французький визвольний корпус залишилися в цьому районі до 1833 р. і будівництво церкви Преображення приписується їм. В інтер'єрі замку також є кілька цистерн та залишки кладовища британських полонених під час Другої світової війни.
У південній частині стін височіють вражаючі морські ворота, які нещодавно були відновлені. Кам'яна дорога веде через малий міст до невеликого укріпленого острівця Буртзі.
Замок зазнав руйнувань під час обстрілу об'єднаного російсько-грецького війська в 1770 році під час Російсько-турецької війни 1768—1774 років.

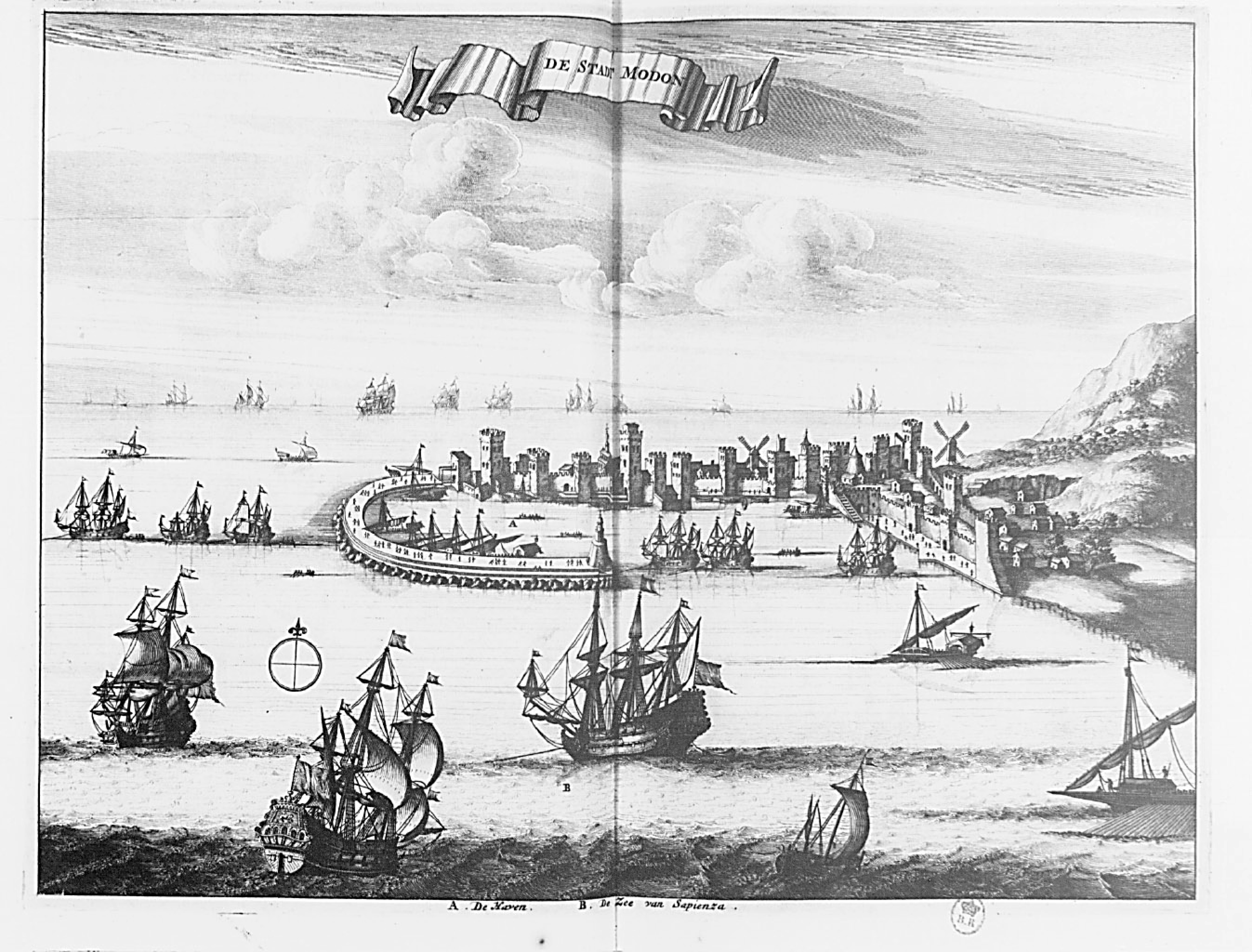
Замок і гавань міста Метоні. 1688 рік.Ілюстрація з книги Олферт Даппера

Західна частина стін не так добре побудована, як інші. Саме тут під час Другої світової війни після вибуху були знайдені частини каміння з древніх стін Метоні. Східна сторона стін також спочатку досягала моря, наразі там виступає пляж. Паралельно до східної стіни, аж до Буртці, стояв причал, і саме тут утворилася невелика укріплена гавань (мандрачіо), а велика гавань де можна було швартувати кораблі розташована на північному сході. Довга східна сторона зазнала багатьох ремонтів, здійснених під час венеційських битв 13 століття, головним чином під час другої венеційської окупації та турецької окупації. В одній з веж збереглися частини візантійської фортифікації.

На різних частинах укріплення є венеційські герби з крилатим левом Святого Марка та написами. Це стосується північної частини укріплення, де є вмурована табличка з часів, коли генерал Антоніо Лоредан командував в Пелопоннесі. На північній стіні, праворуч від головного входу, також розміщена табличка з гербом сімей Фоскаріні, Фосколо та Бембо, на якій напис позначає побудову укріплення Бембо, трохи раніше 1500 року.

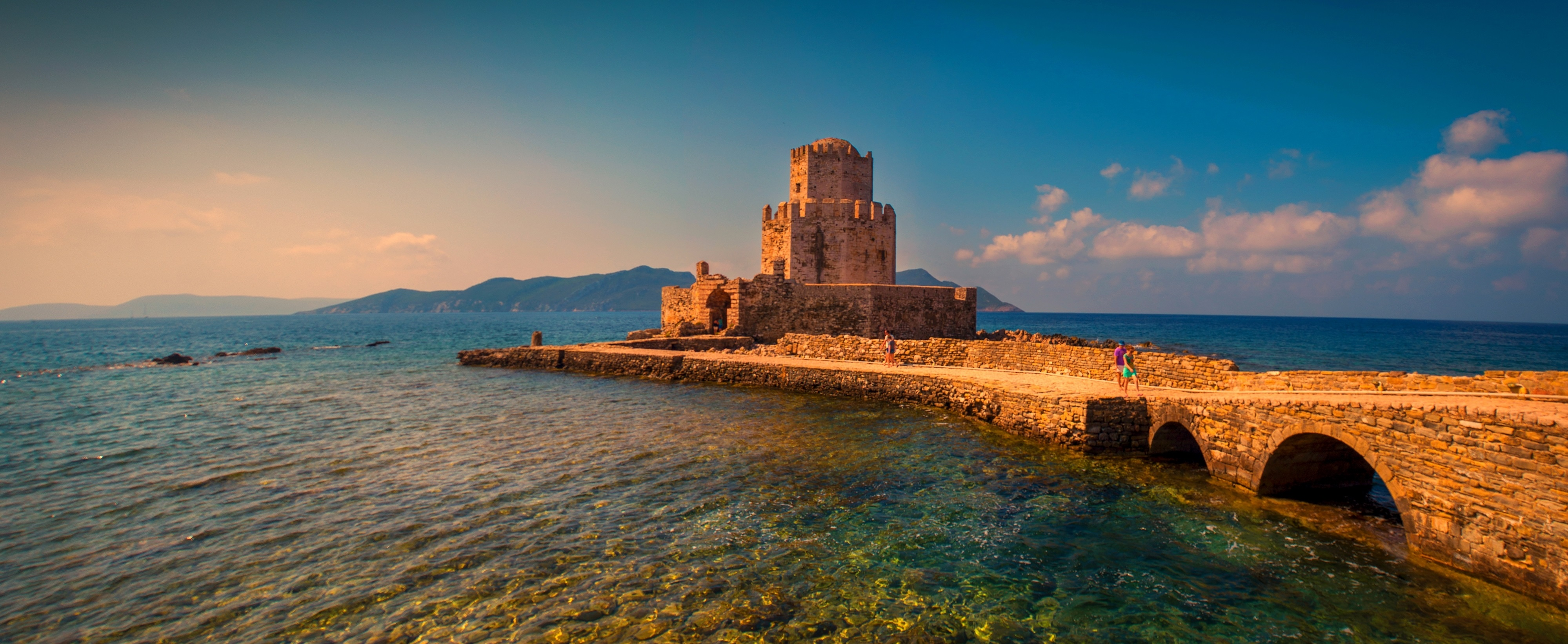
Бурці і міст, який веде до нього з замку

## Бурці
Бурці (башта) датується періодом — 1500 по 1573 роки, була маяком, обронною спорудою, а потім використовувався як в'язниця, камера тортур та місце страти. Вона є двоповерховою восьмигранною вежею, яка закінчується напівкруглим куполом. На нижньому поверсі була цистерна і розташовані малі отвори оборонного значення які, датуються першим періодом турецької окупації. Всередині стін — балки, які підтримували дерев'яну підлогу (не збереглась).